# Amtsgericht Xanten

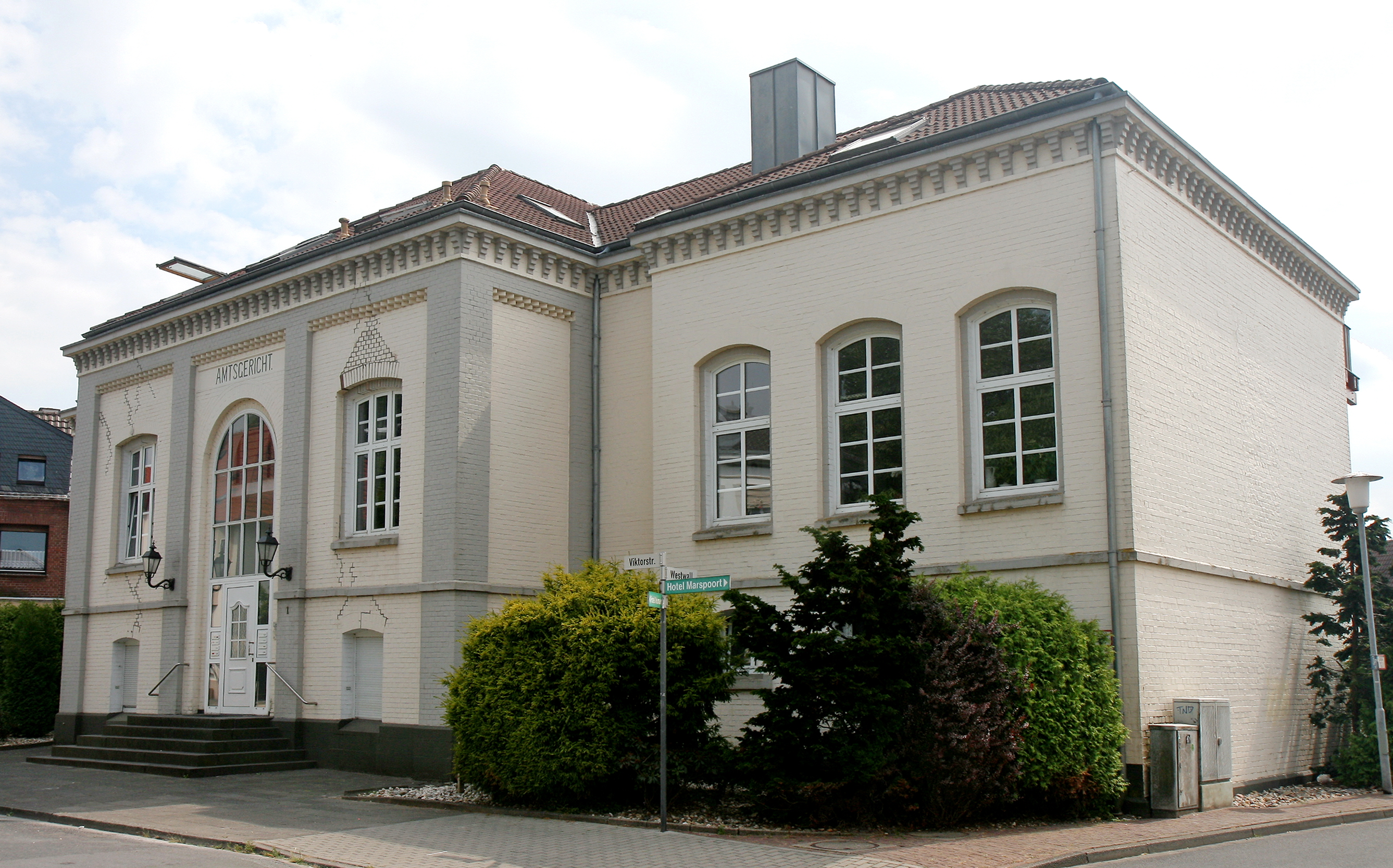
Ehemaliges Gerichtsgebäude

Das Amtsgericht Xanten war ein deutsches Amtsgericht mit Sitz in Xanten im Kreis Wesel.

## Geschichte
Das königlich preußische Amtsgericht Xanten wurde mit Wirkung zum 1. Oktober 1879 als eines von neun Amtsgerichten im Bezirk des Landgerichtes Kleve im Bezirk des Oberlandesgerichtes Köln gebildet. Der Sitz des Gerichts war Xanten. Sein Gerichtsbezirk umfasste aus dem Kreis Moers die Bürgermeistereien Büderich, Labbeck, Marienbaum, Sonsbeck, Veen, Wardt und Xanten. Am Gericht bestand 1880 eine Richterstelle. Das Amtsgericht war damit ein kleines Amtsgericht im Landgerichtsbezirk. Es war zugleich Rheinschifffahrtsgericht für die Bezirke der Amtsgerichte Xanten, Goch und Cleve.
Im Jahre 1979 wurde es in eine Zweigstelle des Amtsgerichts  Rheinberg umgewandelt und 1993 endgültig geschlossen. Die Aufgaben werden seitdem durch das Amtsgericht Rheinberg wahrgenommen.

## Amtsgerichtsgebäude
Das 1881 im Stil der Gründerzeit errichtete Gerichtsgebäude in der Viktorstraße 1 wird jetzt als Wohnhaus und Praxis genutzt. Es steht unter Denkmalschutz und ist unter Nr. 24 in der Denkmalliste eingetragen.